# Mendon, Illinois
Mendon är en ort (village) i Adams Countyi delstaten Illinois, USA. År 2000 hade orten 883 invånare. Den har enligt United States Census Bureau en area på 1,9 km², allt är land.